# Constantino Manasés

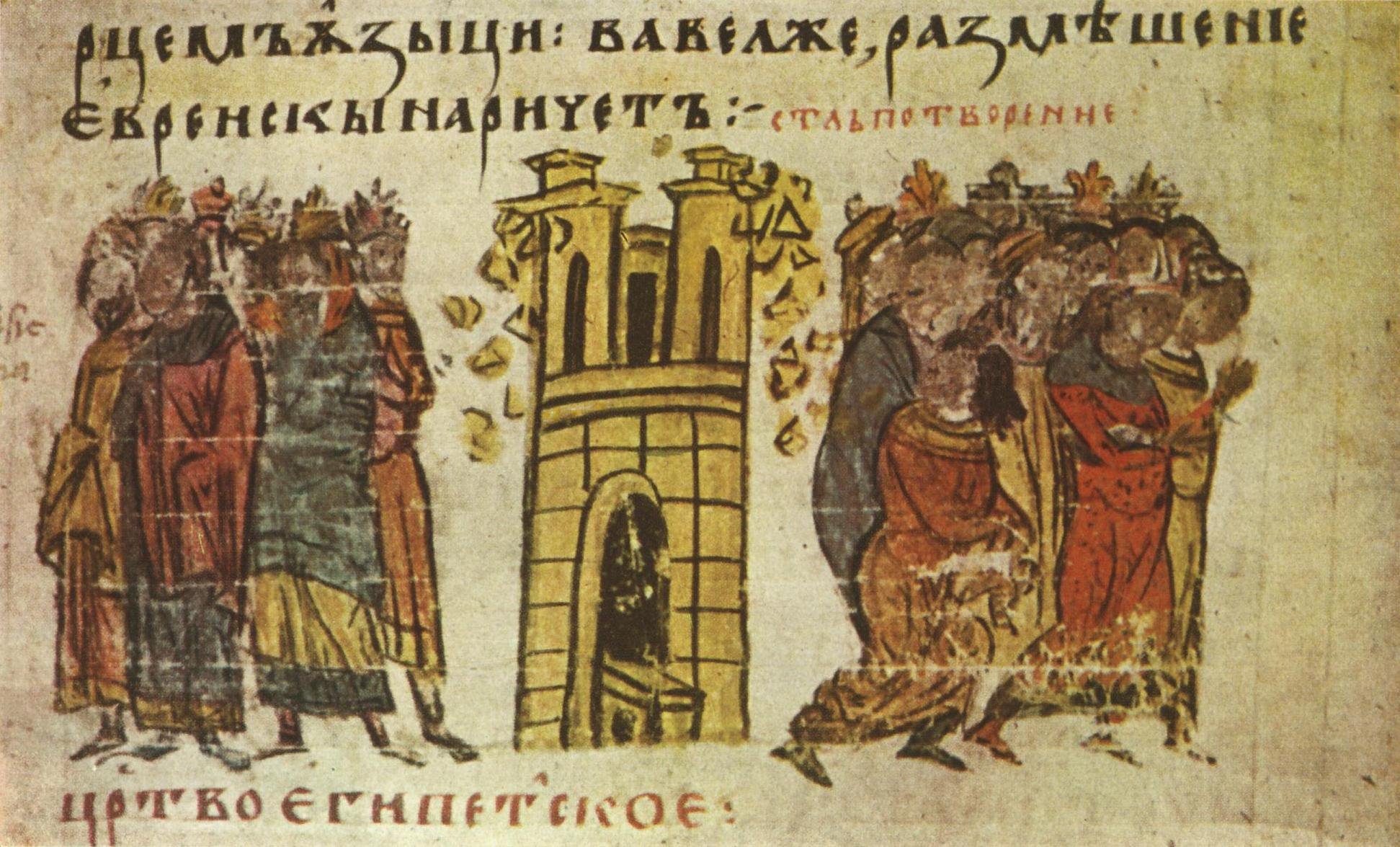
Miniatura de la Crónica de Manasés, : Construcción y destrucción de la Torre de Babel.

Constantino Manasés (c. 1130 - c. 1187) fue un cronista bizantino que ejerció su actividad en el siglo XII, durante el reinado del emperador Manuel I Comneno (1143-1180). 
Fue autor de Synopsis historike ("Sinopsis histórica"), una crónica de los acontecimientos entre la creación del mundo y el final del reinado de Nicéforo Botaniates (1081), escrita por mandato de Irene Comnena, cuñada del emperador Manuel I. Consta de unos 7000 versos en el llamado "metro político", de quince sílabas. Alcanzó gran popularidad y se hicieron varias versiones prosificadas. En el siglo XIV, fue traducido también al búlgaro, con algunas adiciones, durante el período de esplendor de la cultura búlgara que supuso el reinado del zar Iván Alejandro de Bulgaria. Uno de los cinco manuscritos búlgaros de esta obra, conservado en la Biblioteca Vaticana, es de gran interés por sus miniaturas.
Otra obra de Constantino Manasés, la novela bizantina Amores de Aristandro y Calitea, también en verso político, es conocida solo a través de los fragmentos conservados en una obra de Macario Crisocéfalo (siglo XIV). Manasses escribió también una breve biografía de Opiano, y algunos textos descriptivos (todos ellos, excepto uno, inéditos) acerca de arte y otros temas. 